# Chrostowo Wielkie
Chrostowo Wielkie – wieś w Polsce, położona w województwie mazowieckim, w powiecie przasnyskim, w gminie Czernice Borowe. Ma status sołectwa.
W skład sołectwa Chrostowo Wielkie wchodzą także Chrostowo-Zalesie, Jabłonowo i Kuskowo.
| SIMC    | Nazwa             | Rodzaj     |
| ------- | ----------------- | ---------- |
| 0113000 | Chrostowo-Zalesie | przysiółek |
| 0113017 | Jabłonowo         | przysiółek |
| 0113023 | Kuskowo           | osada      |
| 0113030 | Wyderka           | kolonia    |

W latach 1975–1998 wieś administracyjnie należała do województwa ciechanowskiego.
Wierni Kościoła rzymskokatolickiego należą do parafii św. Stanisława BM w Czernicach Borowych.
Chrostowo Wielkie było niegdyś wsią szlachecką. W 2 poł. XIX w. leżało w gminie Chojnowo, w powiecie przasnyskim guberni płockiej.